# Carl Lutz

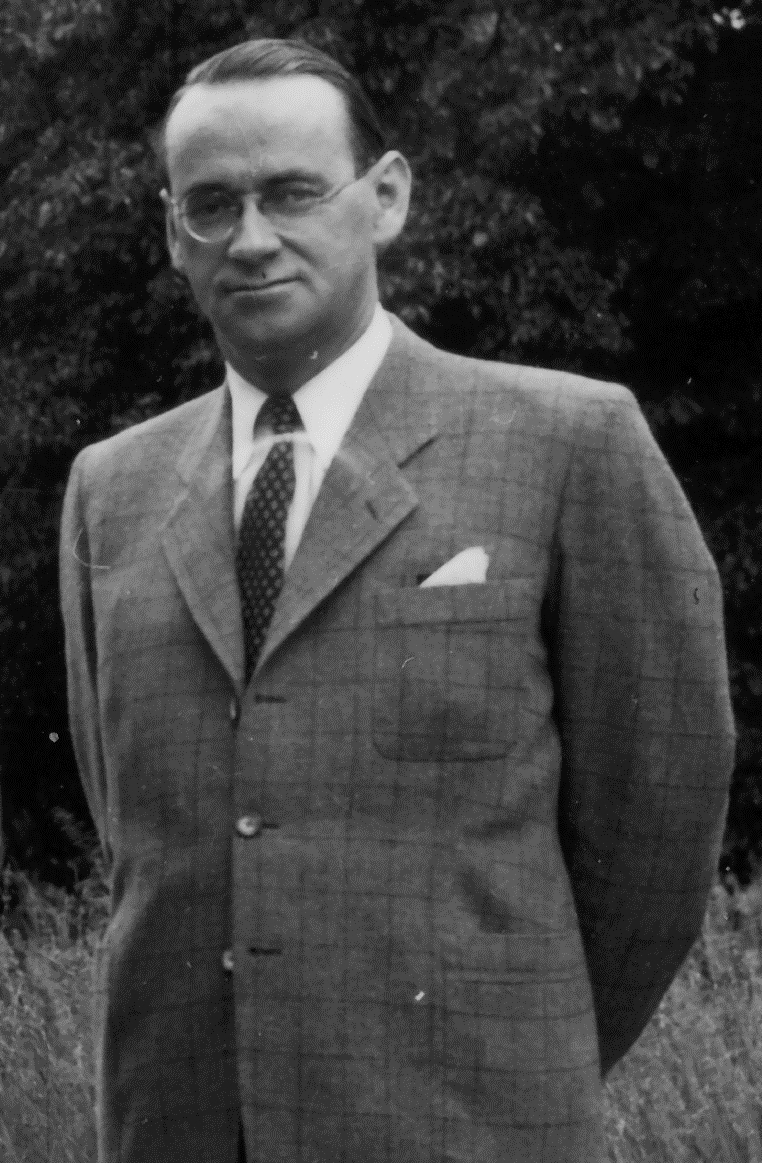
Carl Lutz (1944)

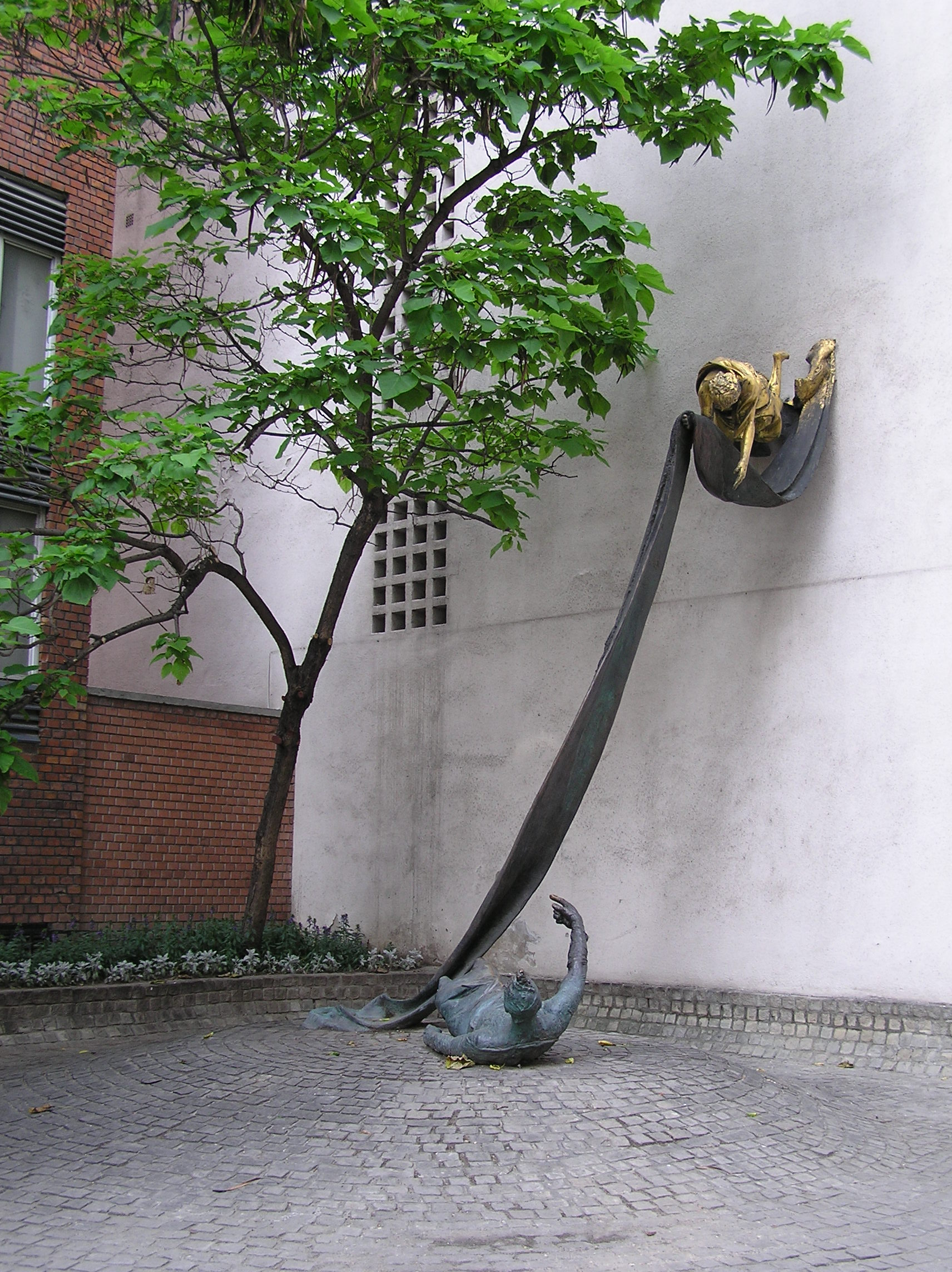
Carl Lutz-monumentet i Budapest

Carl Lutz, född 30 mars 1895 i Walzenhausen i kantonen Appenzell Ausserrhoden i Schweiz, död 12 februari 1975 i Bern, var en schweizisk diplomat. Lutz verkade i Budapest under Förintelsen i andra världskrigets slutskede.

## Biografi

### Utbildning och tidigt yrkesliv
Carl Lutz flyttade vid 18 års ålder till USA efter handelsutbildning i Schweiz, och var bosatt där i 20 år. Han utbildade sig på Central Wesleyan College i Warrenton i Missouri. År 1920 började han arbeta för den schweiziska utrikesförvaltningen, först på den schweiziska legationen i Washington D.C.. Han vidareutbildade sig på George Washington University i Washington och tog en akademisk grundexamen där 1924, varefter han arbetade på Schweiz konsulat i Philadelphia och St. Louis 1926-34. Därefter blev han vice-konsul i Jaffa 1935-40, då i det brittiskförvaltade protektoratet Brittiska Palestinamandatet.

### Arbete i Budapest 1942-45
Carl Lutz arbetade som vice-konsul och ansvarig för skyddsmaktsenheten på Schweiz legation i Budapest från januari 1942 till andra världskrigets slut i Europa våren 1945. Han svarade för ett tiotal krigförande länders representation i landet. Han var en av de tjänstemän vid neutrala länders beskickningar som var mest aktiv att rädda judar i Ungern från Förintelsen 1944-45. Han anses ha räddat 62 000 personers liv, genom att utanordna skyddsdokument och arrangera bostäder i särskilda hus under beskydd av den schweiziska legationen. Detta skedde parallellt med motsvarande ansträngningar från framför allt den svenska legationen, det påvliga nuntiatet och Svenska Röda Korset under Valdemar Langlet.
Efter återkomsten till Schweiz 1945 fick Carl Lutz erinringar för att ha överskridit sina befogenheter i Budapest och fick sin yrkeskarriär stäckt. Han rehabiliterades först 1958 och blev kort före sin pensionering 1961 utnämnd till hederskonsul.

## Utländska hedersbetygelser
Han tilldelades 1965 den israeliska utmärkelsen Rättfärdig bland folken. Sedan 1991 finns också ett monument tillägnat Carl Lutz i de tidigare judiska kvarteren i Pest-delen av Budapest.